# Cytron
Pour l’article ayant un titre homophone, voir Citron.
Cytron est un jeu vidéo d'action développé par Lunatic Software et édité par Psygnosis en 1992 sur Amiga.

## À noter
L'illustration de la jaquette a été réalisé par Peter Andrew Jones.